# Astragalus illinii
Astragalus illinii är en ärtväxtart som beskrevs av Ivan Murray Johnston. Astragalus illinii ingår i släktet vedlar, och familjen ärtväxter. Inga underarter finns listade i Catalogue of Life.